# Олег Малюков
Олег Малюков е бивш руски футболист, защитник. Има таджикистански корени. Най-известен като футболист на ЦСКА Москва, като с екипа на „армейците“ има 222 мача във всички турнири. Зам.директор на школата на ЦСКА. Синът му също се казва Олег и играе като защитник.

## Кариера
Кариерата на Малюков започва в Памир Душанбе, където под ръководството на Юрий Сьомин бързо става основен футболист в отбраната на тима.
През 1986 г. пристига в ЦСКА Москва, за да изкара военната си служба. Първоначално Малюков обмисля да остане около две години в тима, а през 1988 г., след като „армейците“ не успяват да спечелят промоция за Висшата лига на СССР изразява желание да напусне. Все пак съотбрниците му Владимир Татарчук и Валерий Брошин го убеждават да остане още сезон. Впоследствие ЦСКА печели Първа лига под ръководството на Павел Садирин и Малюков остава в тима и във Висшата лига. През 1991 г. печели титлата и Купата на СССР. Същата година е повикан в националния отбор, но поради контузия не записва нито един мач.
През лятото на 1993 г. отива в израелския Апоел Ришон-ле-Цион. През сезон 1993/94 тимът печели Втора лига на Израел 10 кръга преди края. Перидоът му в Израел често е съпътстван от травми, през 1996 г. пропуска почти целия сезон, след като претърпява 9 операции на коляното. През 1998 г. се връща в Русия с екипа на Торпедо Владимир, където изиграва 13 срещи. След това прекарва един сезон в беларуския Славия Мозир.
От 2001 г. работи в ПФК ЦСКА Москва като треньор на юноши. От 2009 до 2018 г. е директор на школата на отбора, а след като е заменен на поста от Олег Корнаухов остава като негов заместник.

## Успехи
- Шампион на СССР – 1991
- Купа на СССР – 1991
- Съветска Първа лига – 1986, 1989
- Втора лига на Израел – 1993/94